# Trolejbusy w Manchesterze
Trolejbusy w Manchesterze – zlikwidowany system trolejbusowy w mieście Manchester w Anglii, w Wielkiej Brytanii. Został otwarty 1 marca 1938 r., z biegiem lat zastępował kolejne likwidowane linie miejscowego systemu tramwajowego.
Na tle pozostałych, nieistniejących już systemów trolejbusowych w Wielkiej Brytanii, system w Manchesterze był duży; istniało łącznie 9 linii, maksymalnie posiadano 189 trolejbusów. Trolejbusy w Manchesterze zlikwidowano 31 grudnia 1966 r..
Zachowały się dwa trolejbusy z Manchesteru, jeden w Greater Manchester Transport Museum, Cheetham Hill, a drugi w Trolleybus Museum w Sandtoft, Lincolnshire.